# Humaan herpesvirus 8
Humaan herpesvirus 8 (HHV-8), ook wel Kaposi's sarcoma associated herpesvirus (KSHV) genoemd, is algemeen aanvaard als de veroorzaker van kaposisarcoom (KS). Het kaposisarcoom werd genoemd naar de Hongaarse dermatoloog Moritz Kaposi (1837-1902), die eerst de symptomen van deze ziekte in 1872 beschreef. KS gaf bruinachtig-rood aan blauwachtig-rode gelijktijdige knobbeltjes die in koepelvormige tumoren neigden te vergroten. Soortgelijke gezwellen werden gevonden in maag, strottenhoofd, lever, luchtpijp en darmen. De veroorzaker van deze vorm van kanker was in die tijd nog niet gevonden.

## Historie
KS was historisch zeer zeldzaam en werd hoofdzakelijk gevonden bij oudere mannen van mediterrane of Afrikaanse oorsprong of bij personen die een verzwakt immuunsysteem hadden, zoals na een orgaantransplantatie. KS staat bekend als een traaggroeiende kanker, en de patiënten zouden eerder sterven mét KS, dan door KS. Deze vorm van KS wordt nu klassieke KS genoemd.
Begin jaren tachtig werd een agressievere vorm van KS gezien bij patiënten met aids. Vanaf de jaren tachtig bestudeerden onderzoekers deze ziektevorm intensiever, in de hoop dat dit de oorzaak van aids zou kunnen blootleggen. In 1994 isoleerden Yuan Chang en Patrick Moore, verbonden aan de Columbia-universiteit in New York, stukken viraal DNA uit KS-weefsel. Ze toonden aan dat het DNA van een nieuw virus kwam, dat tot de familie van herpesviridae behoorde. Dit nieuwe geïdentificeerde virus werd humaan herpesvirus 8 (HHV-8) genoemd.

## Klinische tekens
KS-letsels ontstaan door aantasting van de intima van de bloedvaten en komen tot uiting ter hoogte van de huid als paarse knobbels. Metastase kan optreden naar lymfeklieren en ingewanden.

## Epidemiologie
Vandaag de dag is rond 5% van de bevolking van West-Europa en de VS besmet met HHV-8. De risicogroepen zijn homoseksuele mannen met aids en de bevolking van Centraal-Afrika. Het risico dat KS zich ontwikkelt is 20.000 keer groter bij aidspatiënten dan bij de rest van de bevolking, en 300 keer groter dan bij andere patiënten die een verzwakt immuunsysteem hebben. KS is daarmee de meest voorkomende vorm van kanker met aids. Wegens de toename van het aantal aidspatiënten in Afrika is KS de vaakst gemelde vorm van kanker in sommige Afrikaanse landen geworden en neemt daarmee epidemische vormen aan. Soms is KS zelfs het eerste teken dat een patiënt aids heeft.

## Virologie
HHV-8 is een uniek menselijk tumorvirus. Het virus heeft genen in het genoom die hoge gelijkenis hebben met humane genen, wat betekent dat deze genen waarschijnlijk een menselijke oorsprong hebben en dat het virus ze in de loop der tijd opgenomen heeft in zijn eigen virale genoom. Deze genen kunnen het virus helpen bij het ontwijken van het immuunsysteem en het veroorzaken van tumoren. Naast KS is HHV-8 ook gelinkt aan Primary Effusion Lymphoma (PEL) en Multiple Castleman's Disease (MCD).
HHV-8 behoort tot de dsDNA-virussen en is het eerste tot nu toe ontdekte humane rhadinovirus.